# Murwitimbo
Murwitimbo är ett vattendrag i Burundi.   Det ligger i provinsen Ruyigi, i den centrala delen av landet, 120 km öster om huvudstaden Bujumbura.
Omgivningarna runt Murwitimbo är en mosaik av jordbruksmark och naturlig växtlighet. Runt Murwitimbo är det ganska tätbefolkat, med 111 invånare per kvadratkilometer.